# Philip Kotler
Philip Kotler (Chicago, 27 de maio de 1931) é um professor universitário estadunidense. Distinto professor S.C. Johnson & Son de Marketing Internacional na Kellogg School of Management na Universidade Northwestern. Ele obteve seu mestrado na Universidade de Chicago e seu Ph.D. no Instituto Tecnológico de Massachusetts (MIT), ambos em economia. Ele fez pós-doutorado em matemática em Harvard e em ciências comportamentais na Universidade de Chicago.
Foi selecionado em 2005 como o quarto maior guru de negócios pelo Financial Times (atrás de Jack Welch, Bill Gates e Peter Drucker) e foi considerado pelo Management Centre Europe "o maior dos especialistas na prática do marketing." Em 2008, o Wall Street Journal o listou como a sexta pessoa mais influente no mundo dos negócios.
Kotler já prestou consultoria a grandes empresas, inclusive IBM, Michelin, Bank of America, Merck, General Electric, Honeywell e Motorola - nas áreas de estratégia de marketing, planejamento e organização e marketing internacional.
Ele apresenta seminários em vários grandes centros ao redor do mundo sobre os últimos desenvolvimentos do marketing. Considerado um dos mercadólogos mais importante da história.

## Educação
Ambos os pais de Kotler emigraram em 1917 da Ucrânia e se estabeleceram em Chicago, onde Kotler nasceu em 27 de maio de 1931. Ele estudou na Universidade DePaul por dois anos e foi aceito sem um diploma de bacharel no programa de Mestrado na Universidade de Chicago (1953) e seu Ph.D. no Instituto de Tecnologia de Massachusetts (1956), ganhando dois graus em economia. Ele estudou com três Prémios Nobel em Ciências Econômicas: Milton Friedman, Paul Samuelson e Robert Solow. Fez um ano de trabalho de pós-doutorado em matemática na Universidade de Harvard e em ciência comportamental na Universidade de Chicago.

## Pesquisa empírica
Em 2003 o professor Byron Sharp postou um questionamento à lista de e-mail de marketing acadêmico ELMAR perguntando se Philip Kotler alguma vez teria feito alguma descoberta empírica. Kotler respondeu (editado): "O Dr. Byron Sharp levanta uma questão legítima. A maior parte do meu trabalho empírico tem sido ao prestar consultoria, em que eu trabalhei com equipes para fornecer evidências para a melhor estratégia para as empresas. Por causa da minha formação em economia, a maior parte do meu trabalho intelectual mais antigo consistiu em construir modelos de como o marketing funciona. Mais tarde eu trabalhei para desenvolver novos conceitos para a teoria e prática do marketing, como o demarketing, marketing social, megamarketing, synchromarketing, marketing geográfico, marketing pessoal etc."

## Visão sobre o marketing
Kotler começou a ensinar o marketing em 1962 na Kellogg School of Management, da Northwestern University. Ele acreditava que o marketing era uma parte essencial da economia e que a demanda era influenciada não só pelo preço, mas também pela publicidade, promoções de vendas, força de vendas, mala direta, e várias instituições (distribuidores, atacadistas, varejistas, etc.) que funcionavam como canais de distribuição. Ele liga o lucro à satisfação do consumidor e com o bem-estar da sociedade. Kotler acredita que o propósito de elevar o bem-estar do consumidor, o marketing tem que ser colocado no centro da estratégia da empresa e ser praticado por todos os gestores.
Em 2003, o Financial Times citou três contribuições principais de Kotler para o marketing e para a gestão:
Primeiro, ele fez mais do que qualquer outro escritor ou estudioso para promover a importância do marketing, transformando-o de uma atividade marginal, para o trabalho mais "importante" da operação. Em segundo lugar, ele continuou a tendência iniciada por Peter Drucker, mudando a ênfase longe de preço e distribuição para um foco maior na satisfação das necessidades dos clientes e sobre os benefícios recebidos de um produto ou serviço. Terceiro, ele ampliou o conceito de marketing da mera venda a um processo mais geral de comunicação e troca, e tem mostrado como o marketing pode ser estendido e aplicado a instituições de caridade, partidos políticos e muitas outras situações não-comerciais.
Kotler defendeu a ampliação da área de marketing para cobrir não apenas as operações comerciais, mas também as operações das organizações sem fins lucrativos e agências governamentais. Ele considerou que o marketing pode ser aplicado não só aos produtos, serviços e experiências, mas também a causas, ideias, pessoas e lugares. Assim, um museu precisa as habilidades de produto, preço, praça de marketing e promoção (os 4P's), se quiser ser bem sucedido em atrair visitantes doadores, membros da equipe, e apoio do público. Kotler e Gerald Zaltman criaram o campo do marketing social, que se aplica a teoria de marketing para influenciar a mudança de comportamento que beneficiará os consumidores, os seus pares, e da sociedade como um todo. Kotler e Sidney Levy desenvolveram a ideia de demarketing, que as organizações devem empregar para reduzir a demanda global ou seletiva quando a demanda é muito alta. Assim, quando a água é escassa, o governo precisa persuadir vários consumidores de água para reduzir o uso de água para que a água o suficiente estará disponível para utilizações essenciais.

## Publicações e atividades
Em 1967, Kotler publicou Administração de Marketing: Análise, Planejamento e Controle, agora em sua 15ª edição em co-autoria com Kevin L. Keller, sendo o livro mais amplamente adotado do mundo em escolas de pós-graduação de negócios. Considerando livros de comercialização anteriores foram altamente descritivo, este texto foi o primeiro a desenhar na ciência econômica, teoria organizacional, psicologia do comportamento e da escolha, e analítica. Ele descreveu a teoria e a prática, e baseou-se em resultados de estudos empíricos e casos. Em 9 de dezembro de 1996, o Financial Times citou Gestão de Marketing como um dos 50 melhores livros de negócios de todos os tempos.
Kotler é o autor e co-autor de mais de 150 artigos publicados e 55 livros, Os princípios são livros didáticos de marketing, além de outros 50 livros sobre temas como responsabilidade social corporativa, educação, meio ambiente, marketing governamental, saúde, hospitalidade, inovação, museus, artes cênicas, marketing local, redução da pobreza, serviços profissionais, instituições religiosas, e turismo.
O último trabalho de Kotler centra-se na justiça econômica e as deficiências do capitalismo: soluções reais para um sistema econômico em 2015.
Em 2016, tornou-se conselheiro do The Marketing Journal, um site online dedicado à partilha de conhecimentos e práticas de marketing.